# United Liberation Movement of Liberia for Democracy
Le United Liberation Movement of Liberia for Democracy (ULIMO) est un mouvement armé rebelle qui participe à la Première guerre civile libérienne (1989-1996).
L'ULIMO est formé en mai 1991 par les réfugiés et les soldats Krahn qui avaient combattu dans les Forces Armées du Liberia (AFL). Il est dirigé par Raleigh Seekie, adjoint au Ministre des Finances  dans le gouvernement de Doe. Après avoir combattu aux côtés de l'armée de Sierra Leone contre le Front Révolutionnaire uni (RUF),  les forces de l'ULIMO entrent à l'ouest du Libéria en septembre 1991. Le groupe obtient des gains importants dans les zones occupées par un autre groupe rebelle, le Front National Patriotique du Liberia (NPFL), notamment autour des mines de diamant de Lofa et de Bomi comtés.
Dès ses débuts, l'ULIMO est en proie à des divisions internes et le groupe se sépare en deux milices en 1994 : l'ULIMO-J, de l'ethnie Krahn faction dirigée par le Général Roosevelt Johnson (8000 combattants), et l'ULIMO-K, faction à majorité mandingue dirigée par Alhaji G. V. Kromah (environ 12 000 combattants).